# Preasna
Preasna – wieś w Rumunii, w okręgu Călărași, w gminie Gurbănești. W 2011 roku liczyła 179 mieszkańców.